# Оксиген
Оксиген је југословенски и словеначки  филм снимљен је 1970. године. Филм је режирао Матјаж Клопчич по сценарију Димитрија Рупела.

## Кратак садржај
Омладина усамљеног острва покушава да смени Власт која жели да их споји са великим Континентом.
Новинар и његова жена помажу Омладини која побеђује на пресудном Конгресу , што његова жена плати главом.
Лепа шпијунка покушава да придобије новинара за Власт,али се између њих рађа љубав.
Због изневеравања идеја Континента шпијунка страда а Омладина острва од наивне прошлости хипијевских манифестација и прераста у отворену борбу.

## Улоге
| Глумац             | Улога |
| ------------------ | ----- |
| Стево Жигон        |       |
| Душица Жегарац     |       |
| Даре Улага         |       |
| Малгорзата Браунек |       |